# Can Adanir
Can Adanir (* 20. Mai 1999 in Aschaffenburg) ist ein deutscher Handballtorwart.

## Karriere
Adanir begann bei der SG Rot-Weiß Babenhausen das Handballspielen, ehe er sich 2015 dem Drittligisten HSG Hanau anschloss, bei dem er bereits mit 17 Jahren sein Debüt in der 3. Liga gab. Im Sommer 2018 wechselte Adanir zum deutschen Meister Rhein-Neckar Löwen. In seiner ersten Saison bei den RNL kam er zu sechs Bundesligaeinsätzen und einem Champions-League-Einsatz. Im November 2019 wechselte er zum Drittligisten TV Großwallstadt. Am Ende der 2019/20 Saison stieg er mit dem TV Großwallstadt in die 2. Bundesliga auf. Im Sommer 2022 kehrte er zur HSG Hanau zurück. Seit dem Sommer 2024 steht er beim Zweitligisten TuS Ferndorf unter Vertrag.

## Erfolge
- Einladung zum DHB-Stützpunkttraining
- Einladung zum DHB-Lehrgang
- 1.Platz bei der DHB-Sichtung 2015
- Hessenmeister mit der B-Jugend 2015/16
- Meister 3. Liga Mitte 2020
- Aufstieg in die 2. Bundesliga 2020